# آندر آسترالاگا
آندر آسترالاگا آرانگورن (زاده ۳ مارس ۲۰۰۴) یک بازیکن فوتبال اهل اسپانیا است. وی به عنوان دروازه‌بان برای باشگاه فوتبال بارسلونا بی بازی می‌کند.

## افتخارات

### باشگاهی
بارسلونا
- جام حذفی فوتبال اسپانیا(۱): ۲۵–۲۰۲۴
- سوپرجام فوتبال اسپانیا(۱): ۲۰۲۵